# 6 Lwowska Dywizja Piechoty
6 Lwowska Dywizja Piechoty (6 DP) – wielka jednostka piechoty Polskich Sił Zbrojnych w ZSRR i Armii Polskiej na Wschodzie w latach 1941-1943.
Na mocy układu Sikorski-Majski w 1941 rozpoczęto w Tockoje formowanie 6 Dywizji Piechoty. 1 września z Moskwy przybyła grupa oficerów, mająca a zadanie przejęcie obozu od władz radzieckich, urządzenie go i przyjmowanie nadchodzących transportów żołnierzy. Do 9 września nadeszły transporty żołnierzy z obozów w Starobielsku, Iwanowie i Griazowcu. Po dokonaniu selekcji, część odeszła do OZA, reszta została wcielona do dywizji.

## Formowanie

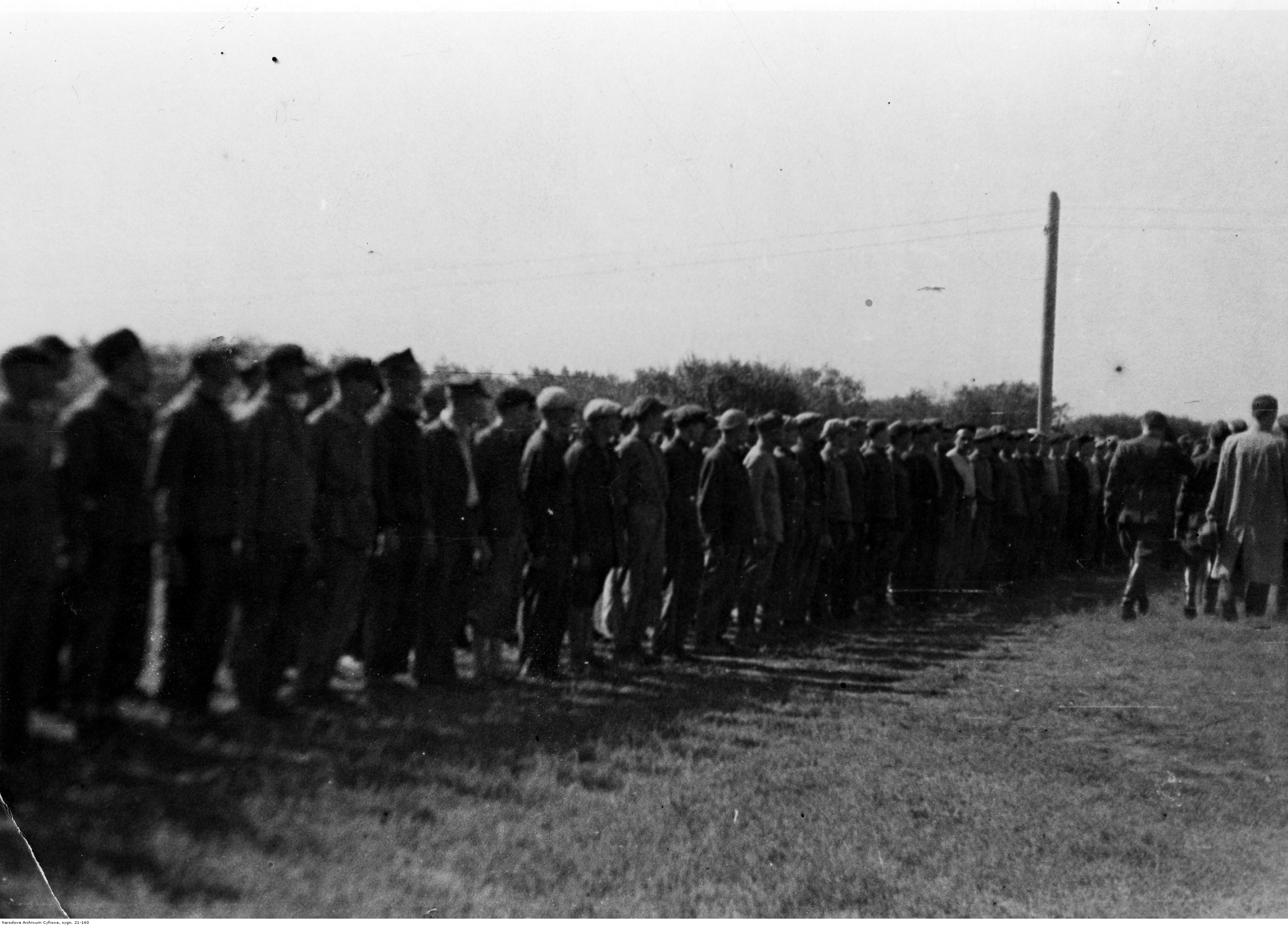
Żołnierze 6 DP

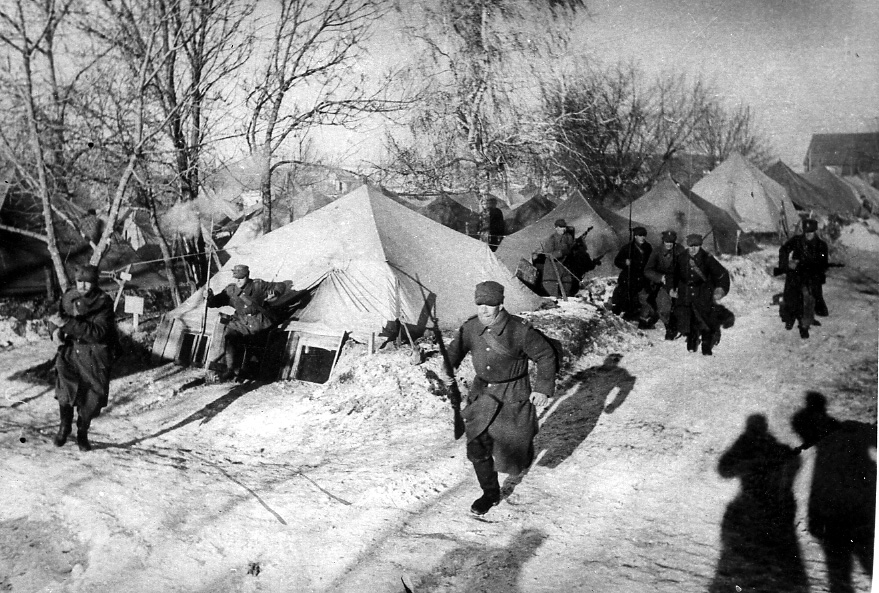
Ćwiczenia w okolicach Tockoje

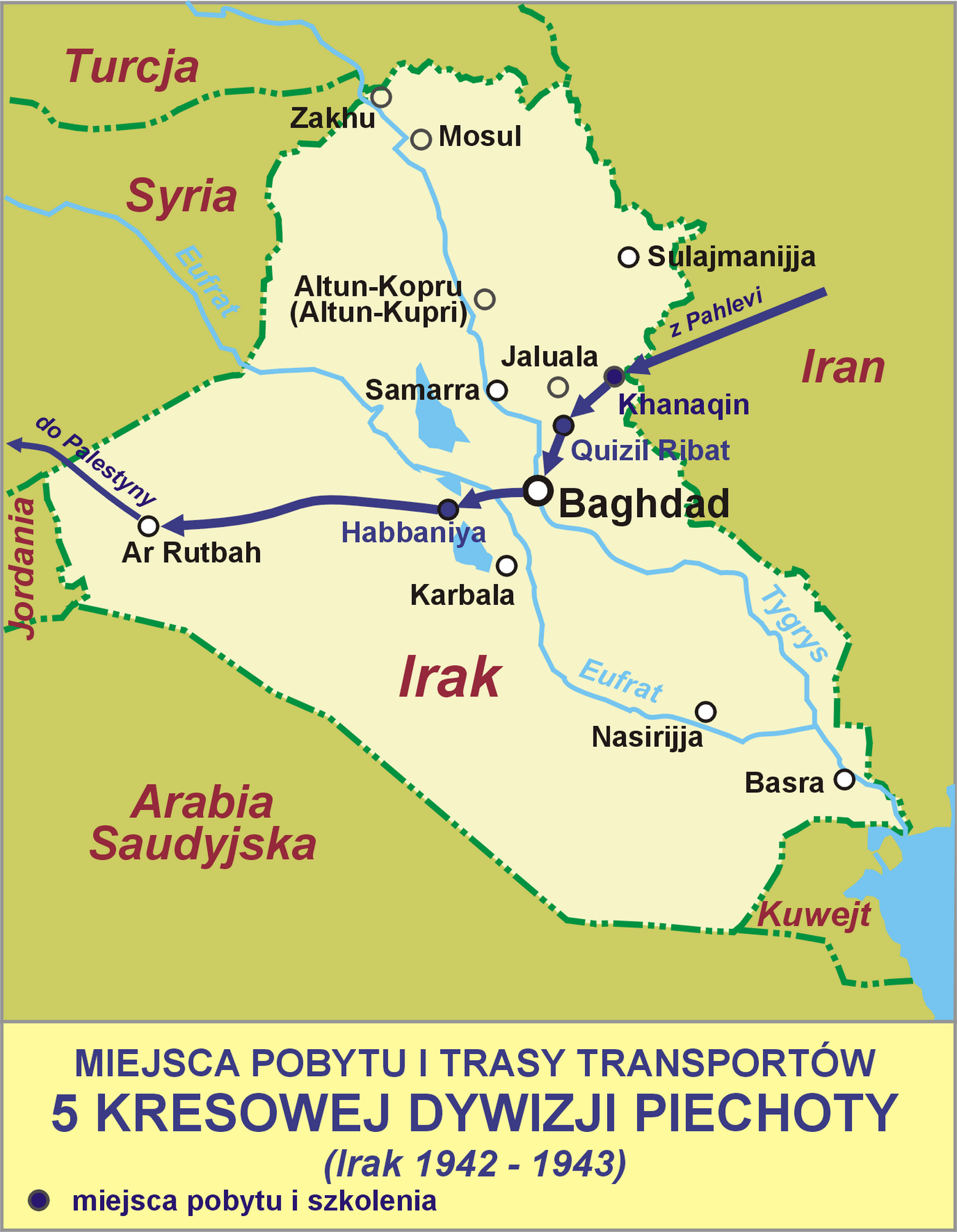

9 września 1941 roku zorganizowano Sztab Dywizji, Kwaterę Główną oraz utworzono 1,2,3 i 4 pułk marszowy oraz pułk specjalny. Dalsze uzupełnianie odbywało się przez:
- napływ transportów z obozów,
- napływ grup i pojedynczych żołnierzy z obozów pracy i zsyłek,
- pobór przez komisję poborową w Czkałowie.

10 września 1941 roku dowództwo objął gen. Michał Tokarzewski-Karaszewicz.
Kapelanem dywizji został st. kap. ks. Franciszek Tyczkowski.
17 września na odprawie dywizyjnej pułkom marszowym zmieniono numerację. I tak:
- 1 pułk marszowy - 18 pułk piechoty,
- 2 pułk marszowy - 16 pułk piechoty,
- 3 pułk marszowy - 17 pułk piechoty,
- 4 pułk marszowy - 6 pułk artylerii lekkiej, wydzielając ze swego stanu 6 dywizjon artylerii plot.,
- pułk specjalny utworzył:
  - 6 dywizjon kawalerii dywizyjnej,
  - 6 batalion pancerny,
  - 6 batalion saperów,
  - 6 batalion łączności,
  - 6 batalion sanitarny,
  - 16 kolumna samochodowa.

Ponadto z inicjatywy Dowódcy Dywizji w dniu 29 września powstał samodzielny batalion strzelecki „Dzieci Lwowskich”, a od 30 września rozpoczęły działalność komisje weryfikacyjne mające za zadanie potwierdzenie stopni oficerskich i podoficerskich.
Rozkaz organizacyjny dowódcy PSZ w ZSRR z 5 stycznia 1942 roku nakazał dywizji zmianę miejsca postoju. Dywizja przegrupowała się do Shahrisabzu w Uzbeckiej Republice Radzieckiej.

## Struktura organizacyjna

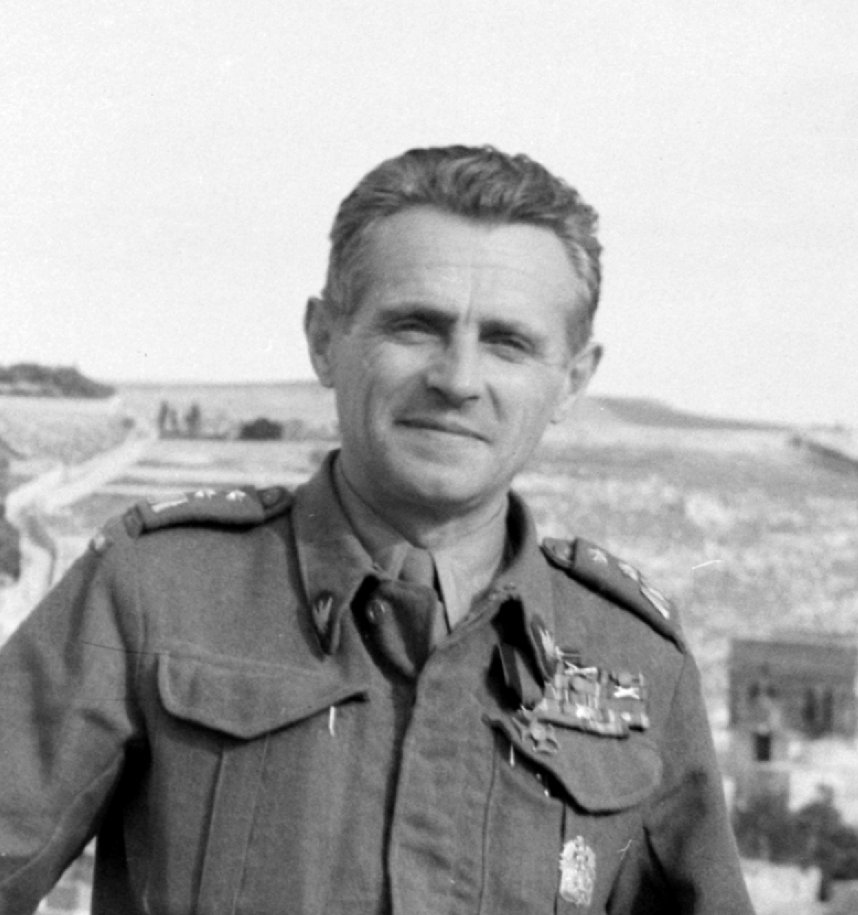
Michał Karaszewicz-Tokarzewski, dowódca 6 DP

Ordre de Bataille i obsada personalna 6 DP przedstawiała się następująco:
- Dowództwo 6 Dywizji Piechoty
  - dowódca – gen. bryg. Michał Tokarzewski-Karaszewicz
  - zastępca dowódcy – gen. bryg. Jerzy Wołkowicki
  - szef sztabu – mjr dypl. Ludwik Domoń
  - dowódca artylerii - ppłk Zenon Staszek
  - dowódca łączności - mjr łączn. Tadeusz Błoński[5]
  - dowódca saperów -  ppłk Edward Peristy
- 16 pułk piechoty
- 17 pułk piechoty
- 18 pułk piechoty
- 6 Lwowski pułk artylerii lekkiej
- 6 dywizjon artylerii przeciwlotniczej – mjr Gustaw Piwakowski[6]
- 6 dywizjon kawalerii – rtm. Witold Uklański
- 6 batalion saperów – od 17 października – kpt. C. Gawłowicz, kpt. Aleksander Borkowski
- 6 batalion łączności – kpt. Wacław Cebrowski,
- 6 batalion sanitarny – ppłk dr Adam Sołtysik (od 8 października)

Ponadto poza etatem sformowano:
- 6 batalion „Dzieci Lwowskich”
- 6 batalion pancerny - kpt. Bronisław Rafalski
- 6 pluton lotniczy - ppor. Jan Mintowt-Czyż
- 6 oddział Pomocniczej Służby Kobiet -  Janina Kaczorowska
- drużyna sanitarna
- drużyna kulturalno-oświatowa
- drużyna administracyjno-gospodarcza
- drużyna wartownicza

Zgodnie z rozkazem z 5 stycznia 1942 dywizja została przetransportowana do Shahrisabz w Uzbekistanie, a w sierpniu tegoż roku na Bliski Wschód.

Oznaka Armii Polskiej na Wschodzie

W ramach Armii Polskiej na Wschodzie przeszła gruntowną reorganizację. Stała się dywizją kombinowaną lub nazywano ją mieszaną. Od listopada 1942 do marca 1943 w jej skład wchodziły:
- 6 Samodzielna Brygada Strzelców - płk dypl. Klemens Rudnicki,
- 2 Brygada Czołgów[7] - (przybyła z Palestyny) - gen. bryg. Gustaw  Paszkiewicz.

Szczegółowe OdB i obsada personalna 6 Lwowskiej Dywizji Piechoty przedstawiała się następująco:
- dowódca – gen. bryg. Michał Tokarzewski-Karaszewicz
- szef sztabu – mjr dypl. Antoni Bolesław Lewiński
- kwatermistrz - kpt. Jan Reichert
- szef służby zdrowia - ppłk Kazimierz Polkowski
- dowódca 2 Brygady Czołgów - gen. bryg. Gustaw Paszkiewicz
  - zastępca dowódcy 2 Brygady Czołgów - ppłk dypl. Antoni Korczyński
  - szef sztabu 2 BCz. - mjr dypl.  Tadeusz Kolasiński
  - dowódca 4 batalionu czołgów - mjr Stanisław Gliński
  - dowódca 5 batalionu czołgów - mjr Kazimierz Zaorski
  - dowódca 6 batalionu czołgów - mjr Henryk Świetlicki
  - dowódca ośrodka wyszkolenia broni pancernej - mjr Stanisław Szostak
- dowódca 6 Samodzielnej Brygady Strzelców - płk dypl. Klemens Rudnicki
  - zastępca dowódcy 6 Samodzielnej Brygady Strzelców - ppłk dypl. Zygmunt Szafranowski
  - szef sztabu 6 SBStrz. - kpt. dypl. Aleksander Jedziniak
  - dowódca 16 batalionu strzelców - mjr Włodzimierz Latawiec
  - dowódca 17 batalionu strzelców - ppłk dypl. Andrzej Hytros
  - dowódca 18 batalionu strzelców - ppłk dypl. Ludwik Domoń
- dowódca 6 pułku artylerii lekkiej - ppłk Czesław Obtułowicz
- dowódca 6 dywizjonu artylerii przeciwpancernej - kpt. Ludwik Zenon Offenkowski
- dowódca 6 dywizjonu artylerii przeciwlotniczej - kpt. Stanisław Małecki
- dowódca 6 samodzielnej kompanii saperów - mjr Stanisław Maculewicz
- dowódca 6 kompanii sanitarnej  - kpt. dr Zenon Szemis

Z dniem 11 III 1943 rozwiązano dywizję, a jej brygada strzelców jako 6 Lwowska Brygada Piechoty weszła w skład 5 Kresowej Dywizji Piechoty. 
2 Brygadę Czołgów usamodzielniono.

## Symbole dywizji
Oznaka rozpoznawcza

Oznakę stanowił wizerunek lwa zaczerpnięty z herbu Lwowa, trzymający w przednich łapach koło zębate, wewnątrz którego umieszczono ramię pancerne z mieczem. Na tle tarczy przedzielonej skośnie w górnej połowie czerwonej, w dolnej niebieskiej, znajduje się biały wizerunek lwa. Krawędzie tarczy są obrębione białą nicią. Oznakę przejęła 6 Lwowska Brygada Piechoty. Zatwierdzona w Dzienniku Rozkazów Naczelnego Wodza i Ministra Obrony Narodowej nr 1 poz.2 z 6 marca 1944 roku.